# ADAC Formel Masters
| ADAC Formel Masters      | ADAC Formel Masters   |
| ------------------------ | --------------------- |
| Kategoria                | Wyścigi samochodowe   |
| Region                   | Niemcy                |
| Liczba kierowców         | 16                    |
| Liczba zespołów          | 6                     |
| Pierwszy sezon           | 2008                  |
| Ostatni sezon            | 2014                  |
| Nadwozie                 | Dallara               |
| Silnik                   | Volkswagen 2.0        |
| Opony                    | Dunlop                |
| Ostatni mistrz kierowców | Mikkel Jensen         |
| Ostatni mistrz zespołów  | Neuhauser Racing Team |

ADAC Formel Masters – seria wyścigowa samochodów jednomiejscowych organizowana od 2008 do 2014 roku w Niemczech pod szyldem ADAC. Dobry występ w tej serii zazwyczaj otwierał drogę do Niemieckiej Formuły 3. W 2015 roku seria została zastąpiona przez Formułę 4 ADAC.

## System punktowy
| Pozycja | 1  | 2  | 3  | 4  | 5 | 6 | 7 | 8 | 9 | 10 |
| Punkty  | 20 | 15 | 12 | 10 | 8 | 6 | 4 | 3 | 2 | 1  |
| ------- | -- | -- | -- | -- | - | - | - | - | - | -- |

- W latach 2008–2009 przyznawano po dodatkowym punkcie do klasyfikacji kierowców za pole position w każdych z dwóch kwalifikacji.

| Pozycja | 1  | 2  | 3  | 4  | 5  | 6 | 7 | 8 | 9 | 10 |
| Punkty  | 25 | 18 | 15 | 12 | 10 | 8 | 6 | 4 | 2 | 1  |
| ------- | -- | -- | -- | -- | -- | - | - | - | - | -- |

| Pozycja | 1  | 2  | 3 | 4 | 5 | 6 | 7 | 8 | 9 | 10 |
| Punkty  | 15 | 10 | 8 | 7 | 6 | 5 | 4 | 3 | 2 | 1  |
| ------- | -- | -- | - | - | - | - | - | - | - | -- |

- Od sezonu 2012 obowiązuje nowa punktacja.

## Mistrzowie
| Sezon | Mistrz             | 2. miejsce         | 3. miejsce       | Zespół                       |
| ----- | ------------------ | ------------------ | ---------------- | ---------------------------- |
| 2008  | Armando Parente    | Nico Monien        | Klaus Bachler    | URD Motorsport               |
| 2009  | Daniel Abt         | Klaus Bachler      | Adrian Campfield | Team Abt Sportsline          |
| 2010  | Richie Stanaway    | Patrick Schranner  | Mario Farnbacher | ma-con Motorsport            |
| 2011  | Pascal Wehrlein    | Emil Bernstorff    | Sven Müller      | Motopark Academy             |
| 2012  | Marvin Kirchhöfer  | Gustav Malja       | Jeffrey Schmidt  | Lotus                        |
| 2013  | Alessio Picariello | Maximilian Günther | Jason Kremer     | ADAC Berlin-Brandenburg e.V. |
| 2014  | Mikkel Jensen      | Maximilian Günther | Tim Zimmermann   | Neuhauser Racing Team        |